# 王重鸣
王重鸣（1949年9月—），男，江苏张家港人，中国心理学家。浙江大学文科资深教授，管理学院教授、博士生导师。国际应用心理学会执委会委员。

## 生平
1976年10月至1979年7月担任张家港市手表元件厂主管。1982年获得杭州大学工业心理学硕士学位。1982年12月至1987年12月担任杭州大学心理学系讲师。在此期间于1986年获得瑞典哥德堡大学应用心理学硕士学位。1987年获得杭州大学工业心理学博士学位。1987年12月至1988年9月担任杭州大学心理学系副教授。1988年9月至1999年5月担任杭州大学管理学院教授、院长、副校长。1999年5月至今担任浙江大学管理学院企业管理系教授。
2005年，王重鸣以第一作者的身份在学术期刊国际人力杂志上发表学术论文“Strategic human resources, innovation and entrepreneurship fit: A cross regional comparative model”（战略性人力资源、创新和创业的配合：一个跨区域的比较模型）。

## 研究方向
主要研究专业化人才国际化策略，组织学习与创造性行为决策等。

## 奖项和荣誉
2007年，王重鸣荣获复旦管理学奖励基金会2007年“管理学杰出贡献奖”一等奖。
2012年9月，在香港举行的世界经理人峰会上，王重鸣教授当选“中国十大最受尊敬的商学院教授”。
2012年12月20日，浙江大学聘任王重鸣为浙江大学文科资深教授。
2020年11月8日，王重鸣当选第十二届中国心理学会会士。